# Gottlieb Conrad Christian Storr
Gottlieb Conrad Christian Storr (Stuttgart, 16 de junio de 1749 - Tubinga, 27 de febrero de 1821) fue un médico y naturalista alemán. Estudió en la Universidad de Tubinga y obtuvo su título de doctor en 1768. Su nomenclatura taxonómica es todavía usada, con la abreviatura Storr.
Desde 1774 hasta su retiro en 1801, enseña medicina, cirugía, botánica e historia natural en la misma Universidad. Es autor de numerosas obras de historia natural y medicina. Entre éstas, podemos citar:
- 1780: Über eine Bearbeitungsart der Naturgeschicte.
- 1780: Prodromus methodi mammalium: Litteris Reissianis.
- 1784-1786: Alpenreise.
- 1807: Idea methodi fossilium.